# Georg Tallberg
Georg Tallberg (Helsínquia, 6 de abril de 1961) é um velejador finlandês.

## Carreira
Georg Tallberg representou seu país nos Jogos Olímpicos de 1980, na qual conquistou a medalha de bronze na classe 470 em 1980. 